# Platygaster pallipes
Platygaster pallipes är en stekelart som först beskrevs av William Harris Ashmead 1890.  Platygaster pallipes ingår i släktet Platygaster och familjen gallmyggesteklar. Inga underarter finns listade i Catalogue of Life.